# Demonax izumii
Demonax izumii là một loài bọ cánh cứng trong họ Cerambycidae.